# Johann Georg Wachenhusen
Johann Georg Heinrich Wachenhusen, auch Hans (von) Wachenhusen (* 1. April 1781 in Schwerin; † 21. Dezember 1833 in Wilhelmsburg) war ein deutscher Offizier und Publizist.

## Leben
Johann Georg Wachenhusen war ein Sohn des Amtshauptmanns in Doberan Wilhelm Andreas Friedrich Wachenhusen (1748–1821) und dessen Frau Caroline Luise Sophie, geb. Schmidt (1756–1794). Er besuchte das Fridericianum Schwerin und schlug dann die Offizierslaufbahn ein. 1796 war er Volontär in kurhannoverschem Militärdienst und trat 1798 als Fähnrich in schwedische Militärdienste. 1802 wurde er erst Leutnant, dann Rittmeister der Schwadron Jäger zu Pferde im Jemtlands-Dragoner-Regiment;  1805 nahm er seinen Abschied als Major. Für einige Jahre lebt er als Privatier in Bützow. 1810 erwarb er das Gut Klein Nienhagen, das er bis 1815 behielt, dann aber verkaufen musste. 1816 zog er nach Doberan.
Nach dem Tod seines Vaters, der nicht die gewünschte und dringend benötigte Erbschaft brachte, sammelte [er] die Trümmer seines Vermögens, kaufte sich 1823 eine kleine Bauernstelle in Lurup und begann, mit Pferden zu handeln. Seit 1825 lebte er in Altona. Im Herbst des Jahres begann er mit der Herausgabe der Zeitung für Pferdeliebhaber. Sie fand auch im Ausland viele Abnehmer. Durch diese Kontakte etablierte sich Wachenhusen auch als Makler für Rennpferde, die aus England importiert wurden. Ende der 1820er Jahre berief ihn Herzog Christian August von Schleswig-Holstein-Sonderburg-Augustenburg zum Sekretär der Oldesloer Wettrennen, die von 1830 bis 1836 jährlich stattfanden.
Nachdem 1833 Magnus Friedrich von Holmer die Zeitschrift Hippologische Blätter. Eine Zeitschrift für veredelte Pferdezucht gegründet hatte, kam es bald zu Reibungen zwischen beiden Blättern, und zu einer Debatte im Altonaer Mercur, wo ein mit 67 Unterschriften aus Mecklenburg versehener Aufsatz gegen Wachenhusen und seine Zeitschrift erschien. Eine Entgegnung darauf folgte alsbald, und die Folge war ein Duell am 21. Dezember 1833 zwischen dem mecklenburgischen Pferdezüchter Baron Wilhelm von Biel und Wachenhusen auf der Hannoverschen Küste beim Vorwerk Schluisgrove im Amte Wilhelmsburg (heute Teil des Hamburger Hafens), wobei Wachenhusen den Tod fand.
Seit 1805 war er mit Elisabeth Dorothea (Doris) Regina, geb. Hartwig (1782– nach 1839) verheiratet gewesen. Wachenhusens Schulden überstiegen dessen Hinterlassenschaft, weshalb der Herzog von Augustenburg die Witwe unterstützte. Sein Sohn Detlof Wilhelm Friedrich (* 9. Oktober 1806 in Bützow), seit 1832 dänischer Leutnant der Kavallerie in Altona, gab die Zeitung für Pferdeliebhaber nach dem Tod des Vaters noch ein Jahr heraus. Im Sommer 1835 ging er nach Griechenland; er starb in österreichischen Militärdiensten am 14. Januar 1837 in Wien.

## Werke
- Zeitung für Pferdeliebhaber, Langhans, Hamburg 1.1825/26 – 9.1833, ZDB-ID 969032-3.
  - Zeitung für Pferdeliebhaber: Heft 1–52. Nachdruck der Ausgabe Hamburg 1825–26. Dortmund: Harenberg 1977 (Die bibliophilen Taschenbücher; 11)